# 索菲亞 (穆卡切沃區)
48°23′29″N 22°49′34″E / 48.39139°N 22.82611°E
索菲亞（烏克蘭語：Софія），是烏克蘭的村落，位於該國西部外喀爾巴阡州，由穆卡切沃區負責管轄，面積1.29平方公里，海拔高度157米，2001年人口386，人口密度每平方公里300.39人。